# Zjednoczeni Patrioci

Logo koalicji

Zjednoczeni Patrioci (bułg. Обединени патриоти, OP) – bułgarska koalicja wyborcza tworzona przez ugrupowania nacjonalistyczne i narodowo-konserwatywne. Formalnie działała w latach 2016–2019.
Porozumienie zostało podpisane 28 lipca 2016 przed wyborami w 2016. Koalicję zawiązały Narodowy Front Ocalenia Bułgarii Walerego Simeonowa oraz WMRO – Bułgarski Ruch Narodowy Krasimira Karakaczanowa (współpracujące dotąd w ramach Frontu Patriotycznego), a także Ataka Wolena Siderowa. Kandydatem na prezydenta został Krasimir Karakaczanow, a na wiceprezydenta Jawor Notew z Ataki. W pierwszej turze głosowania kandydat OP zajął 3. miejsce z poparciem blisko 15% głosujących.
Partie (wraz z mniejszymi stronnictwami) kontynuowały sojusz również w przedterminowych wyborach w parlamentarnych w 2017. Zjednoczeni Patrioci otrzymali 9,3% głosów, co przełożyło się na 27 mandatów w Zgromadzeniu Narodowym 44. kadencji. Po wyborach ugrupowanie podjęło rozmowy koalicyjne z centroprawicową partią GERB, zakończone podpisaniem porozumienia programowego i powołaniem trzeciego rządu Bojka Borisowa.
Koalicja została oficjalnie rozwiązana 25 lipca 2019.